# Facundo Vela
Facundo Vela ist eine Ortschaft und eine Parroquia rural („ländliches Kirchspiel“) im Kanton Guaranda der ecuadorianischen Provinz Bolívar. Die Parroquia besitzt eine Fläche von 117,67 km². Die Einwohnerzahl lag im Jahr 2010 bei 3319. Die Einwohnerentwicklung war in den letzten Jahren abnehmend. Für 2015 wurde eine Einwohnerzahl von 3098 errechnet. Die Bevölkerung besteht zu knapp 57 Prozent aus Mestizen, zu 31 Prozent aus Indigenen und zu knapp 8 Prozent aus Montubio.

## Lage
Die Parroquia Facundo Vela liegt am Westrand der Cordillera Occidental im äußersten Norden der Provinz Bolívar. Das Gebiet liegt in Höhen zwischen 600 m und 2840 m. Der Río Piñanato fließt entlang der nördlichen Verwaltungsgrenze nach Westen, der Río Suquibi entlang der südlichen Verwaltungsgrenze ebenfalls nach Westen. Beide Flüsse speisen den Río Umbe. Der 1650 m hoch gelegene Hauptort befindet sich etwa 43 km nordnordwestlich der Provinzhauptstadt Guaranda.
Die Parroquia Facundo Vela grenzt im Norden an die Provinz Cotopaxi mit den Parroquias Moraspungo und El Corazón (beide im Kanton Pangua), im Osten an die Parroquia Simiatug, im Süden an die Parroquia Salinas sowie im Westen und im Westen an die Parroquia San Luis de Pambil.

## Orte und Siedlungen
In der Parroquia gibt es folgende 38 Comunidades:
- Arrayan
- Balsaloma
- Bellavista
- Cadefilo
- Candach
- Chacadahua
- Cocha Brava
- El Descanso
- El Descanso
- El Porvenir
- El Recreo
- El Torneado
- Facundo Vela
- La Envidia
- La Floresta
- La Florida
- La Horqueta
- La Paz
- La Primavera
- La Unión
- La Vega
- Las Playas
- LLoavi
- Lumbigana
- Macabi
- Missan
- Nahuanloma
- Naranjal
- Negro Cruz
- Nuñurco
- Ponguito
- Pucarà
- Quibana
- Quibana Alto
- Relampa
- Santa Teresita
- Tunan
- Velazco Ibarra
- Yanahurco

## Geschichte
Die Parroquia Facundo Vela wurde am 19. August 1929 gegründet.